# Вила Пена (Терамо)
Вила Пена је насеље у Италији у округу Терамо, региону Абруцо.
Према процени из 2011. у насељу је живело 12 становника. Насеље се налази на надморској висини од 223 м.